# Jana Germani
Jana Germani (Trieste, 1999) es una deportista italiana que compite en vela en la clase 49er FX.
Ganó una medalla de bronce en el Campeonato Mundial de 49er de 2024 y dos medallas en el Campeonato Europeo de 49er, en los años 2022 y 2023.

## Palmarés internacional
| \| Campeonato Mundial \| Campeonato Mundial \| Campeonato Mundial \| Campeonato Mundial \| \| Año \| Lugar \| Medalla \| Clase \| \| ------------------ \| -------------------- \| ------------------ \| ------------------ \| \| 2024 \| Lanzarote (España) \| Medalla de bronce \| 49er FX \| \| Campeonato Europeo \| \| \| \| \| Año \| Lugar \| Medalla \| Clase \| \| 2022 \| Aarhus (Dinamarca) \| Medalla de bronce \| 49er FX \| \| 2023 \| Vilamoura (Portugal) \| Medalla de plata \| 49er FX \| |                      |                   |         |
| Campeonato Mundial |                      |                   |         |
| Año | Lugar                | Medalla           | Clase   |
| 2024 | Lanzarote (España)   | Medalla de bronce | 49er FX |
| Campeonato Europeo |                      |                   |         |
| Año | Lugar                | Medalla           | Clase   |
| 2022 | Aarhus (Dinamarca)   | Medalla de bronce | 49er FX |
| 2023 | Vilamoura (Portugal) | Medalla de plata  | 49er FX |